# Tromodesia lindneriana
Tromodesia lindneriana är en tvåvingeart som beskrevs av Boris Borisovitsch Rohdendorf 1961. Tromodesia lindneriana ingår i släktet Tromodesia och familjen gråsuggeflugor.
Artens utbredningsområde är Iran. Inga underarter finns listade i Catalogue of Life.